# Березнегувата
Березнегува́та — річка в Україні, в межах Синельниківського і Павлоградського районів Дніпропетровської області. Ліва притока Вовчої (басейн Дніпра). 

## Опис
Довжина 28 км, площа басейну 360 км². Річка рівнинного типу. Долина порівняно вузька і неширока (в пониззі широка), у пригирловій частині в деяких місцях заболочена. Річище слабозвивисте, у пониззі більш звивисте. Влітку річка дуже пересихає і не має постійного водотоку. 

## Розташування
Березнегувата бере початок біля села Романівка. Тече спершу переважно на північ, у пониззі — на схід. Впадає до Вовчої на північний схід від села Булахівки. 

## Притоки
- Балка Водяна (права).

- У пониззі в долині річки розташований орнітологічний заказник загальнодержавного значення — Булахівський Лиман.